# Нелеїди
Нелеїди (дав.-гр. Νηλείδες) — сукупність давньогрецьких аристократичних родів, представники яких вважали себе нащадками Нелея — легендарного засновника Мілета, а також назви царських династій у Мілеті, Прієні і можливо — у Пантікапеї.
Нелеїдами були, зокрема, мілетські царі Фобій, Фрігій, Фітрет, Леодамант, а також філософи Біант і Гекатей.
Рідше Нелеїдами іменують нащадків Нелея Пілоського, зокрема його сина Нестора, а також Антілоха, Андропомпа, Меланта і Кодра. Утім, нащадків Кодра зазвичай іменують Кодридами.